# Barringerkrater

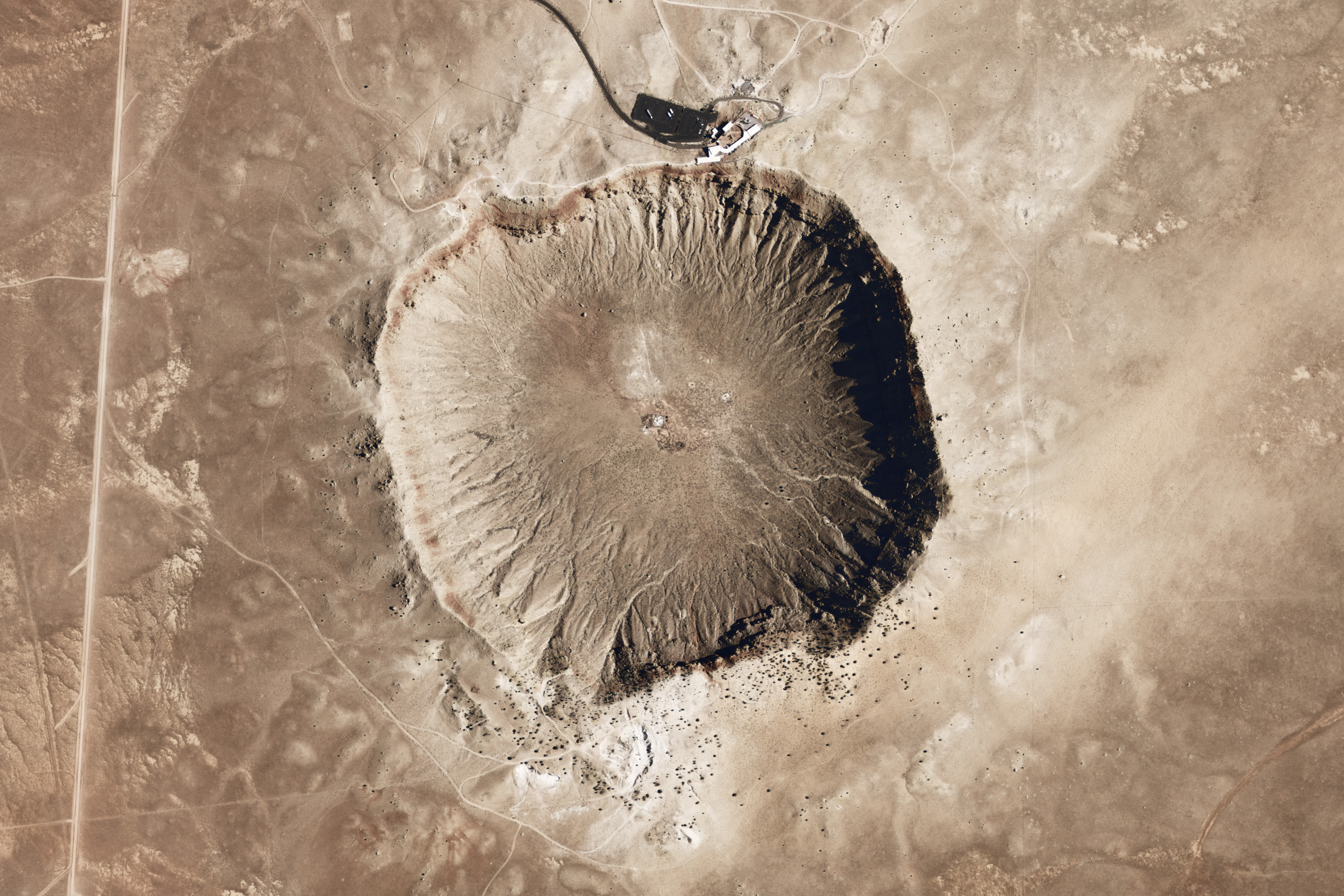
Barringerkrater vanuit de ruimte (NASA-foto)

De Barringerkrater (ook Arizonakrater genoemd, en in het Engels Meteor Crater en vroeger Canyon Diablo crater) is waarschijnlijk de bekendste inslagkrater op aarde.
De krater ligt ca. 55 kilometer ten oosten van Flagstaff in de woestijn in het noorden van de staat Arizona in de Verenigde Staten. Hij is genoemd naar mijnbouwingenieur en zakenman Daniel Moreau Barringer.

## Ontstaan van de krater

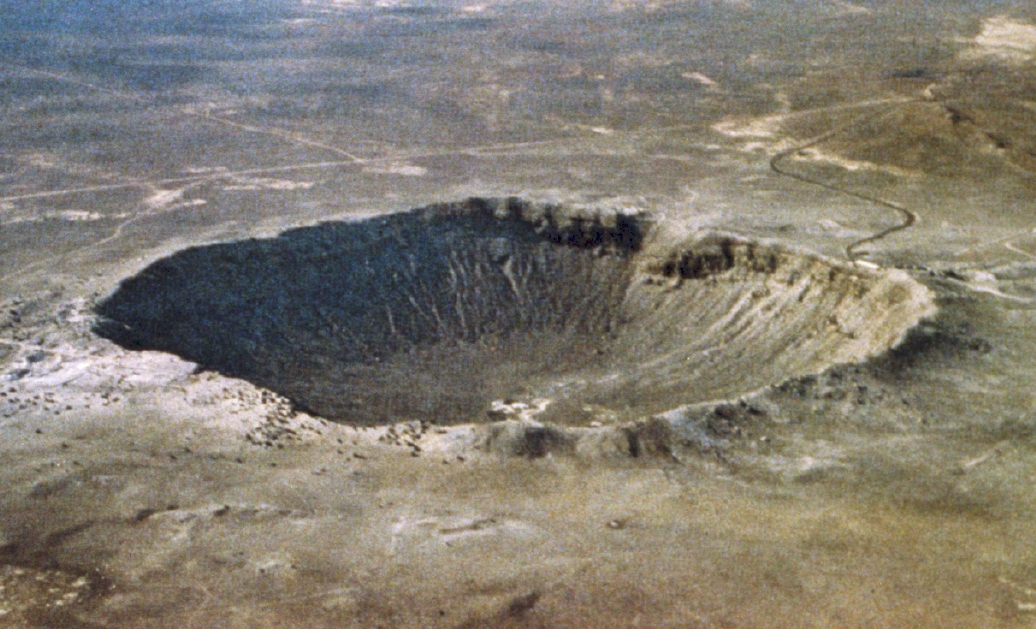
Barringerkrater

De krater is gevormd door een nikkelijzermeteoriet. De inslag van de meteoriet gebeurde zo'n 50.000 jaar geleden, in de periode die pleistoceen wordt genoemd. Onderzoekers schatten dat de meteoriet die hier neerkwam een diameter van ongeveer 50 m had en 300.000 ton woog. Hij sloeg in met een snelheid van 18 km/s en vertegenwoordigde een energie van 20 miljoen ton TNT. De inslag veroorzaakte een aardbeving met een kracht van minstens 5,5 op de schaal van Richter. De krater die het gevolg was van de inslag is ca. 1600 meter in diameter en ongeveer 120 meter diep. De kraterrand ligt 30 meter boven de omringende vlakte. 

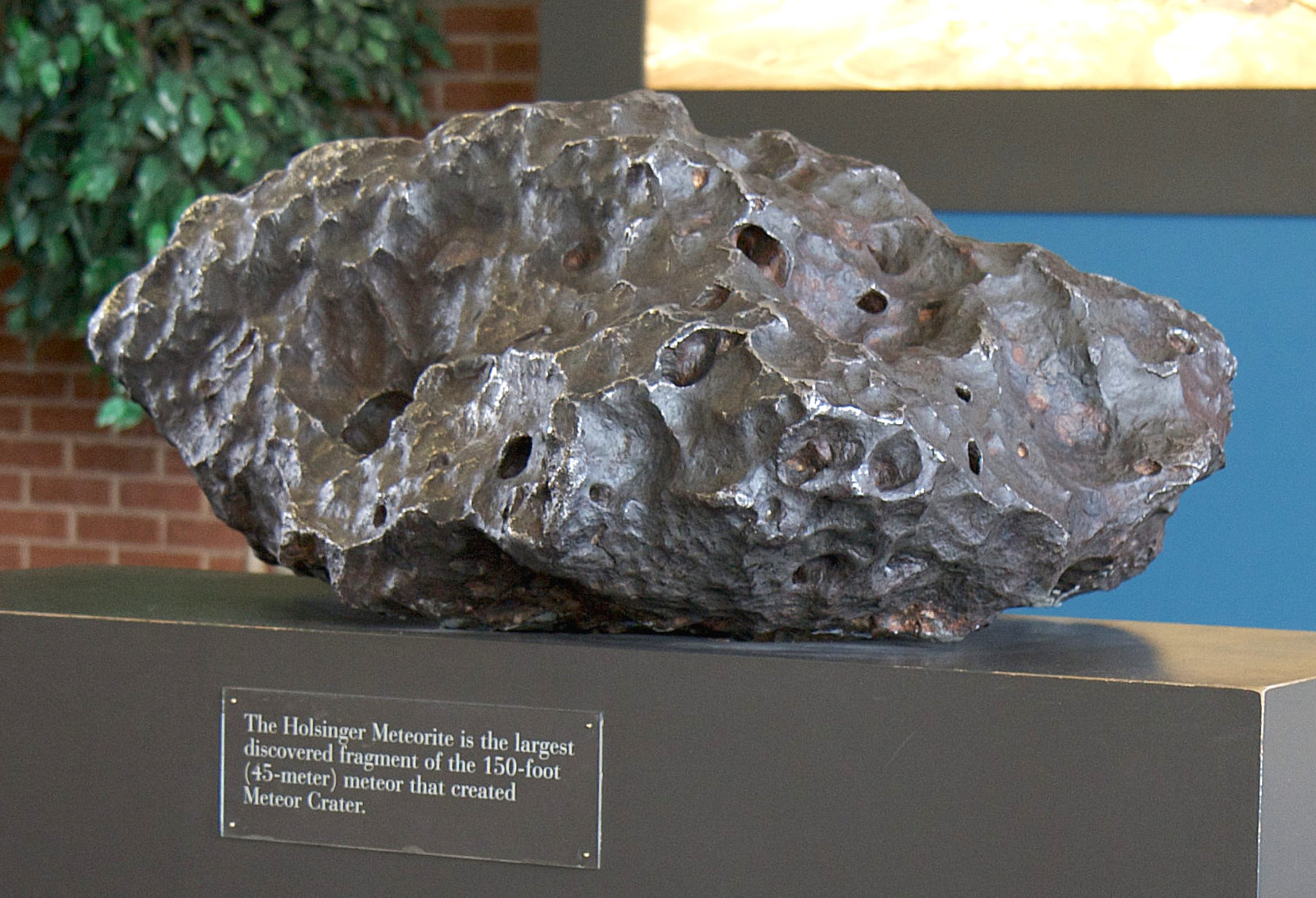
Het grootste fragment (639 kg), de Holsinger meteoriet

Fragmenten van de meteoriet liggen verspreid rond de krater, evenals kleine metalen bolletjes die ontstonden toen de meteoriet tijdens de inslag verdampte. De vorm is opmerkelijk goed bewaard gebleven en voor een inslagkrater is hij betrekkelijk jong.

## Onderzoek van de krater
De Barringerkrater is de eerste krater waarvan werd vermoed dat hij niet door vulkanisme is ontstaan.
Het was de vondst van nikkelijzer die Daniel Moreau Barringer in het begin van de twintigste eeuw tot de conclusie bracht dat de krater het gevolg was van een meteorietinslag. Meer bewijzen werden in 1960 gevonden door Eugene Shoemaker, Edward Chao en Daniel Milton, die op deze plek coesiet en stishoviet vonden. Deze mineralen ontstaan alleen onder extreem hoge druk en temperatuur en zijn daarom de belangrijkste aanwijzingen voor een inslag uit de ruimte. Het bewijs werd vervolledigd toen Shoemaker drie jaar later de overeenkomsten aantoonde tussen de Barringerkrater en kraters die tijdens kernproeven in de Nevada-woestijn waren ontstaan.

## De krater nu

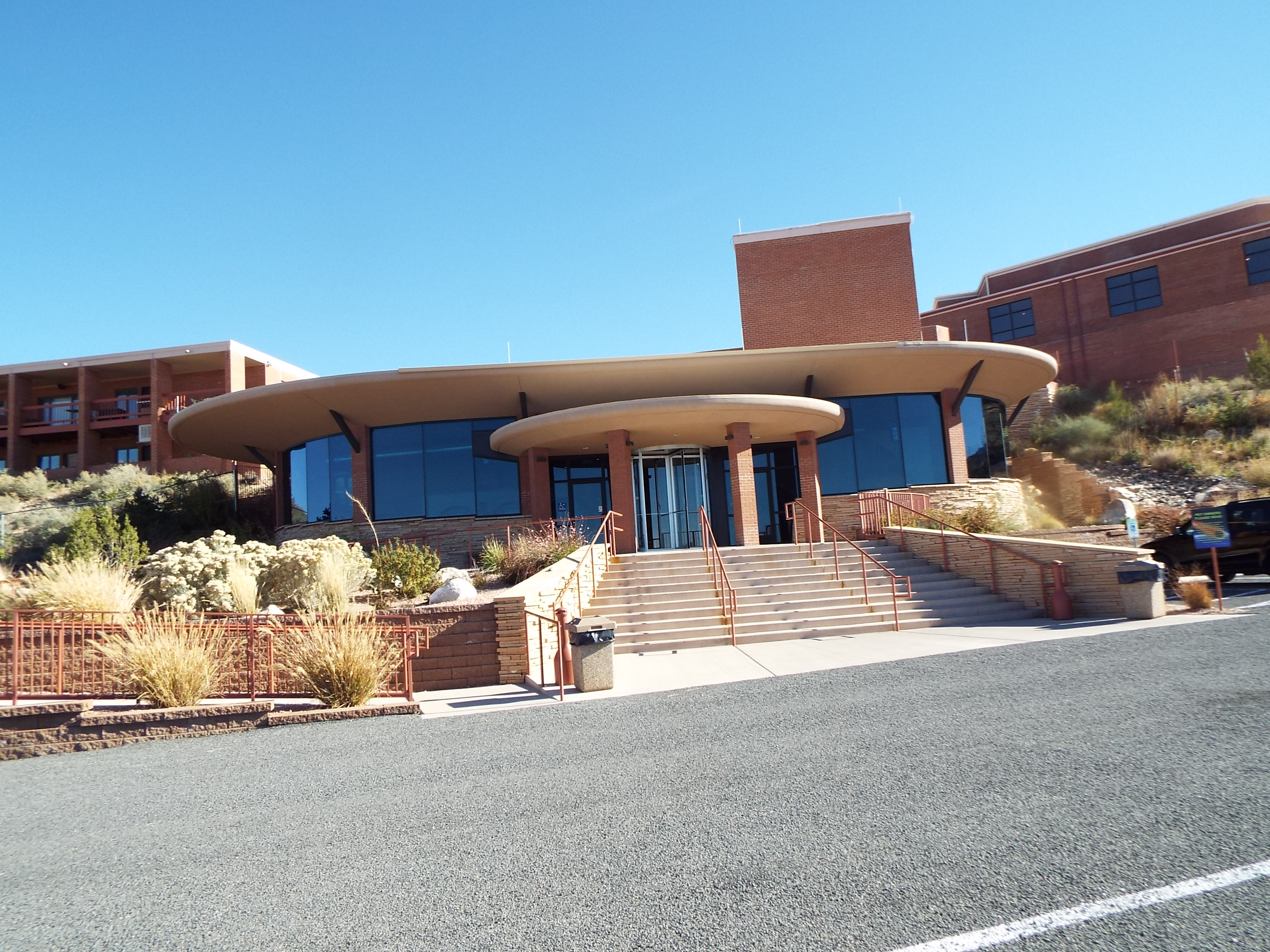
Bezoekerscentrum

De krater is een populaire toeristische attractie. Hij is makkelijk te bereiken via de Meteor Crater Road vanaf de snelweg I-40. Voor toegang moet betaald worden. De krater is niet wettelijk beschermd, ondanks het geologische belang dat eraan gehecht wordt. De krater is nog steeds eigendom van de familie Barringer (Barringer kocht hem in 1903). Op de noordrand van de krater bevindt zich een bezoekerscentrum van de Barringer Crater Company. De krater wordt nog steeds wetenschappelijk onderzocht.

## Trivia
Op lucht- en satellietfoto's is te zien dat de krater niet zuiver rond, maar enigszins vierkant is. Dit komt door de tektonische structuur van de omgeving.
In de jaren zestig is de krater gebruikt in het kader van het Apolloprogramma door astronauten van de NASA om te oefenen voor het verblijf op de maan.
De krater is niet meer helemaal zoals hij in het begin was:   in de loop der jaren zijn er door erosie stukken van de rand afgebroken.